# Stal Stalowa Wola
Le Stal Stalowa Wola est un club omnisports polonais basé à Stalowa Wola et fondé en 1938. Ses sections principales concernent le football et le basket-ball.

## Sections sportives principales

### Football
Longtemps amateur, le Stal Stalowa Wola n'obtient de bons résultats qu'à partir des années 1970, accédant pour la première fois de son histoire à la deuxième division en 1973. Il s'y maintient durant une quinzaine d'années, avant d'être promu en première division en 1987.
Il disputera quatre saisons dans l'élite, entrecoupées par plusieurs passages en D2 ; ainsi, il se classe 16e en 1987-1988, 1991-1992 et 1994-1995, et 12e en 1993-1994, son meilleur résultat à ce jour.
Le Stal Stalowa Wola est actuellement pensionnaire de troisième division (2015-2016).

### Basket-ball
La section basket-ball du Stal Stalowa Wola a joué onze saisons en première division, la première en 1987-1988, puis de 1989 à 1998 et à nouveau en 2009-2010. Elle a pris la 5e place en 1990-1991 et en 1994-1995, son meilleur résultat dans l'élite.
Pourtant classée 11e en 2010, elle doit repartir en quatrième division la saison suivante, n'ayant pas réussi à décrocher une licence. Elle évolue à ce jour en troisième division.

## Historique
- 1938 : fondation du club sous le nom de KS Stalowa Wola
- 1944 : le club est renommé ZKS Stalowa Wola
- 1947 : le club est renommé ZKS Metal Stalowa Wola
- 1949 : le club est renommé ZKS Stal Stalowa Wola
- 1952 : le club est renommé KS Stal Stalowa Wola
- 1957 : le club est renommé MKS Stal Stalowa Wola
- 1958 : le club est renommé ZKS Stal Stalowa Wola